# Lomelosia aucheri
Lomelosia aucheri är en tvåhjärtbladig växtart som först beskrevs av Pierre Edmond Boissier, och fick sitt nu gällande namn av W. Greuter och Burdet. Lomelosia aucheri ingår i släktet Lomelosia och familjen Dipsacaceae. Inga underarter finns listade i Catalogue of Life.